# Yeshivá de los Estudiantes de París
La Yeshivá de los Estudiantes de París (o el centro hebraico de estudio y reflexión) (CHER), es un instituto de estudios rabínicos (una yeshivá) fundada en 1987 por el Rabino Gerard Zyzek. Su objetivo es la enseñanza de las tradiciones judías y el Talmud.

## Historia

### La yeshivá en Estrasburgo
La primera "yeshivá de los estudiantes" fue fundada en Estrasburgo, Alsacia, Francia, tras la Guerra de los Seis Días y el Mayo del 68, como una iniciativa de los Rabinos Eliyahu Abitbol y Fernand Klapish. El Rabino Abitbol, fue alumno de León Ashkenazi, después del Rabino Shlomo Wolbe, y compañero de estudio del Rabino Yehezkel Bretler, alumno del Chazon Ish. A petición del Rabino Yaakov Yisrael Kanievsky, también llamado Steipler, se instaló en Francia. El Rabino Steipler animó a los jóvenes talmudistas francófonos a partir hacia Francia, para formar los cuadros necesarios para acoger a los judíos procedentes del Norte de África, que habían sido repatriados a Francia, después de la independencia de Argelia. La Yeshivá de los Estudiantes de Estrasburgo, durante los años 70 y 80 del siglo XX, formó a jóvenes judíos idealistas, que abordaron el estudio de los textos talmúdicos.

### La yeshivá en París
La primera sala de estudio de la yeshivá en París, se instaló en 1987, para enseñar el Talmud a los estudiantes. Con los años, la actividad de la yeshivá aumentó, y esta se vio obligada a canviar su ubicación varias veces. Se intaló en el barrio parisino de Marais, entre 1994 y 1995, después en el número 10 de la calle de Malta, entre 1996 y 2002, antes de mudarse al número 10 de la calle Cadet, donde estuvo entre 2003 y 2015, junto con la sinagoga Adas Yereim, actualmente desaparecida. Es ese mismo lugar, la yeshivá disponía de alojamiento para los estudiantes. Abandonó la calle Cadet en 2015, para mudarse al número 11 de la calle Henri-Murger, y dispone de nuevo, desde otoño de 2018, de alojamiento para los estudiantes.

## Enseñanzas del centro
Desde el inicio del siglo XXI, el personal educativo ha aumentado, con la participación de alumnos de larga duración en el marco del proyecto: "Escuela de maestros". La yeshivá fomenta los estudios femeninos, mediante los cursos de Stéphanie Klein. La enseñanza consiste en el estudio del Talmud babilónico y el Jumash, junto con los comentarios de Rashi, y el estudio de las obras del Maharal de Praga. Los cursos tratan sobre las cuestiones de la sociedad, según la tradición rabínica, en un espíritu de diálogo. La yeshivá organiza, por lo menos una vez al año, una jornada de estudio con oradores invitados.

## Gala anual de la yeshivá
La gala anual de la yeshivá incluye a diversas personalidades como el Rabino mayor de Francia, Haim Korsia, y el cantante Enrico Macias.